# Anaya de Alba
Anaya de Alba is een gemeente in de Spaanse provincie Salamanca in de regio Castilië en León met een oppervlakte van 37,04 km². Anaya de Alba telt 222 inwoners (1 januari 2016).

## Demografische ontwikkeling
Bron: INE, 1857-2011: volkstellingen
Opm.: In 1857 werd de gemeente Herrezuela aangehecht